# Nicolas Vignau
Pour les articles homonymes, voir Vignau.
Nicolas Vignau (de Vignau) est un compagnon de Samuel de Champlain, pour qui il agit à titre de truchement auprès des Amérindiens.
En 1611 et 1612, à la demande de Champlain, il se rend en Huronie pour apprendre la langue des Hurons. À son retour, il convainc l'explorateur qu'il connaît le chemin qui conduit à la "mer du Nord", ultérieurement nommée baie d'Hudson. Plus tard, Nicolas de Vignau confessa avoir menti à propos de ce qu’il avait vu lors de son séjour chez les Hurons.